# Entwässerungssatzung
Eine Entwässerungssatzung (EWS) oder Abwassersatzung ist eine Regelung der Entwässerung und zum Teil auch ihrer Finanzierung. Oftmals wird aber die Finanzierung gesondert geregelt (Abwassergebührensatzung).
Gemeinden in Deutschland haben eine Entwässerungs- und Wasserversorgungssatzung, in der sowohl die Grundstücksentwässerung von Ab-, Regen- und Grund- bzw. Dränagewasser als auch die Wasserversorgung geregelt sind.
In der Regel herrscht Anschlusszwang an die öffentliche Kanalisation.
Schmutz- und Regenwasser sind entweder getrennt in zwei Leitungen oder als Mischabwasser in einer Leitung in die öffentliche Kanalisation einzuleiten.